# 本田弥市郎
本田 弥市郎（ほんだ やいちろう、1868年2月3日（明治元年1月10日） - 1944年12月29日）は、日本の実業家、政治家。衆議院議員（通算4期）。

## 経歴
三重県出身。司法省法学校で学んだ後、日本産業銀行、船場銀行各支配人、才賀電気商会副支配人、松阪軽便鉄道(株)監査役、松阪電気鉄道(株)取締役、大阪厚生信用組合専務理事、大阪府信用組合連合会監事などを歴任する。他に豊崎町議、大阪市会議員を務め、1929年の衆議院議員再選挙で大阪4区（当時）から立憲民政党公認で立候補して初当選した。以来当選4回。1942年の翼賛選挙では非推薦で立候補して落選した。1944年死去。